# Otokar Akrep
Otokar Akrep (z tur. „skorpion”) – turecki opancerzony samochód rozpoznawczy produkowany od 1994 roku przez przedsiębiorstwo Otokar. Pojazd bazuje na konstrukcji samochodu Land Rover Defender.
Uzbrojenie pojazdu stanowi karabin maszynowy kalibru 7,62 mm lub 12,7 mm. Poza podstawową odmianą pojazdu opracowane zostały m.in. wersje transportera opancerzonego oraz wozu dowodzenia.